# Cratere Rotorua
Rotorua è un cratere sulla superficie di Gaspra.